# Raibliania calligarisi
Raibliania calligarisi (лат.) — вид вымерших архозавроморфных пресмыкающихся рода Raibliania семейства Tanystropheidae. Описан по образцу частичного скелета, обнаруженному в итальянской формации Калкар-дел-Предил. Жил в верхнем триасе (карний), близок к роду Танистрофей.

## Формация Калкар-дел-Предил
Формация Калкар-дел-Предил расположена на итальянской стороне Юлийских Альп (область Фриули — Венеция-Джулия). Она относится к раннему карнию (поздний триас) и богата ихтиофауной, однако остатки тетрапод в ней встречаются редко. Архозавроморф Raibliania calligarisi был описан на основе частичного скелета, найденного в этой формации вдоль ручья Прасниг.

## Описание
Вид Raibliania calligarisi похож на представителей рода Танистрофей. Имел очень вытянутые шейные позвонки, но в отличие от танистрофеев характеризуется наличием относительно крупных пуговицеобразных зубов. Имел вершину позвоночника без поперечного утолщения. 
Танистрофеи жили в современных Альпах и Предальпах региона Фриули — Венеция-Джулия от позднего анизия до середины позднего нория (верхний триас) и были важным компонентом прибрежных рептилий фауны, хотя они были менее распространены, чем Eosauropterygia (Завроптеригии) и плакодонты в начале нижнего карния. 